# Anton Allgeuer

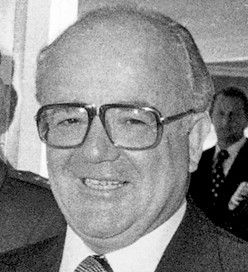
Anton Allgeuer bei der Dr.-Toni-Russ-Preis-Verleihung.

Anton Allgeuer (* 30. März 1915 in Klaus, Vorarlberg; † 30. August 1996) war von 1955 bis 1980 Bezirkshauptmann von Bregenz in Vorarlberg, Österreich.

## Werdegang
1915 wurde Anton Allgeuer wurde 1915 in Klaus, Vorarlberg, als Sohn eines Volksschuldirektors und der Tochter eines Hufschmieds geboren. Im  Alter von drei Jahren starb seine Mutter. Die Familie siedelte daraufhin nach Feldkirch um, wo er 1934 die Matura am humanistischen Gymnasium ablegte. 
In den Jahren 1934 bis 38 folgte ein Studium an folgenden Hochschulen: Wien, Dijon, Paris und Innsbruck, wo er seine Promotion zum Dr. jur. erfolgreich abschloss. Wegen „politischer Unzuverlässigkeit“ wurde er als Rechtspraktikant am Landgericht Feldkirch nicht zugelassen. Durch Vermittlung des späteren Präsidenten des Landgerichts Tübingen erhielt er eine Referendarstelle beim Amts- und Landgericht Tübingen, wo er seine spätere Frau, Gertrud Gulden, kennen lernte. Im Jahr 1969 nahm das Ehepaar Allgeuer zwei Kinder auf.
Ab September 1939 war er Mitglied der deutschen Wehrmacht. Die Jahre von 1944 bis 1946 verbrachte er in amerikanischer Kriegsgefangenschaft. 
Von 1946 bis 1980 war Anton Allgeuer als Verwaltungsjurist im Vorarlberger Landesdienst tätig, unterbrochen durch drei Jahre Privatwirtschaft in Tübingen und Reutlingen.

## Karriere
Von 1955 bis 1980 war er Bezirkshauptmann von Bregenz.  
Anton Allgeuer stellte 1958 in einer persönlichen Initiative einen Antrag an die Vorarlberger Landesregierung auf Sicherstellung des Seeufers am Rohrspitz. Gleichzeitig stellte er an das Land Vorarlberg den Antrag, im Rheindelta und am Rohrspitz über die Seeufergemeinden Grundstücke für die öffentliche Hand zu erwerben. In einem Schreiben vom 2. Dezember 1959 an die Landesregierung erläuterte Anton Allgeuer: „Wenn es nicht gelingt, der Entwicklung einer vielfach planlosen Verbauung des österreichischen Bodenseeufers, der Errichtung von Bade- und Bootshütten im Bereich der Rheintalgemeinden Einhalt zu gebieten, wird ein Uferstück nach dem anderen von zahlungskräftigen Interessenten erworben und die Allgemeinheit binnen kurzer Zeit für immer vom Zugang zum See ausgeschlossen sein. Es wird eintreten, dass der Genuss der Seelandschaft und der Erholung am See nur noch wenigen Privilegierten zukommt. Darüber hinaus wird durch diese, planlose, Verbauung die einmalige Schönheit des Landschaftsbildes am österreichischen Bodenseeufers für immer verunstaltet.“ Tatsächlich wurden in der Folge über 200 ha Grundstücksflächen angekauft und für die Bevölkerung sowie dem Natur- und Landschaftsschutz erhalten. Mit der Seeuferschutzverordnung von damals war der Grundstein für das spätere Natur- und Landschaftsschutzgesetz geschaffen. 
Für dieses Engagement erhielt Anton Allgeuer im Jahr 1978 den Dr.-Toni-und-Rosa-Russ-Preis. 
Im November 1964 unterstützte Anton Allgeuer den Protest von 30.000 Vorarlbergerinnen und Vorarlbergern gegen den damaligen Verkehrsminister Otto Probst, der daran gehindert wurde, das neue Bodenseeschiff auf den Namen Karl Renner zu taufen (Fußachaffäre). Im Hafen von Bregenz kam es daraufhin vor Dutzenden Zeugen zu einem erregten Wortwechsel zwischen Allgeuer und Probst. Das Schiff wurde schlussendlich auf den Namen Vorarlberg getauft. Dem Bemühen des Verkehrsministers, in Folge, Anton Allgeuer als Bezirkshauptmann absetzen zu lassen, war kein Erfolg beschieden.